# Tomorrowland (festival)
Pour les articles homonymes, voir Tomorrowland (homonymie).
Tomorrowland (prononcé en anglais : [təˈmɒɹəˌlænd]) est un festival de musique électronique organisé les deux derniers week-ends de juillet sur le site du domaine provincial De Schorre à Boom, Région flamande, en Belgique.
Tomorrowland apparaît en 2003, sur une idée de deux frères, Manu et Michiel Beers inspirée de Mystery Land ; ils s'associent alors avec ID&T. La première édition du festival est organisée en 2005. En 2013, ID&T revend toutes ses parts aux deux frères belges. Cette même année, le concept s'exporte de façon éphémère aux États-Unis près d'Atlanta et devient pour l'occasion TomorrowWorld. Deux ans plus tard, en 2015, un festival sous le nom de Tomorrowland se tient dans un troisième pays, au Brésil. En 2019, le festival belge met en place une édition hivernale en France : Tomorrowland Winter, à l'Alpe d'Huez.
Tomorrowland compte, en 2012, la participation de plus de 365 disc jockeys, avec approximativement 180 000 visiteurs à cette édition en provenance de 75 pays différents. Les années suivantes, le nombre de festivalier reste stable, mais de plus en plus de nationalités sont représentées, jusqu'à 200. Il est élu trois fois de suite comme « meilleur événement musical de l'année » lors de la Winter Music Conference et sa renommée est telle que certaines vidéos publiées par l'organisation dépassent la centaine de millions de vues. Il reste de nos jours le festival de musique électronique « le plus connu à travers le monde ». En 2018, il occupe 80 personnes à l'année pour l'organisation et 12 000 personnes durant l’événement.

## Histoire

### Création et années 2000
Si l'idée des frères Beers date de 2003, la première édition du festival se déroule le 14 août 2005,, avec une capacité initiale de dix mille visiteurs et dont le programme inclut Sven Väth, Sasha, Armin van Buuren, Justice et Erol Alkan. Sont déjà présents ce qui sera qualifié de « sens invraisemblable du détail » dans un « décor irréel », signe distinctif de ce festival. Entre-temps, l'organisateur d'événements de musique électronique néerlandais ID&T (reconnu pour des festivals notoires tels que Mystery Land, Sensation et Thunderdome) rachète 50 % des parts en 2004 en joint-venture, (avant de les revendre douze ans plus tard).
En 2006, le festival se déroule le 30 juillet et accueille quinze mille visiteurs pour huit scènes. Un camping, ouvert la veille, accueille trois mille campeurs. L'année suivante en 2007, le bouche-à-oreille a fonctionné : le festival se déroule pour la première fois sur neuf scènes et deux journées (le 28 juillet et le 29 juillet). Il accueille 20 000 visiteurs dont nombreux venant des pays limitrophes. En 2008, le festival marque un tournant puisqu'il fait plus que doubler : il se déroule le 26 juillet et le 27 juillet, et accueille cinquante mille visiteurs dont quinze mille campeurs. En 2009, le festival se déroule le 25 juillet et le 26 juillet et accueille 90 000 visiteurs. Il affiche complet avant même le premier jour. Sa baseline, mélange de contes de fées et de slogans, revendicatifs mais pacifiques, est maintenant établie.

### Années 2010
En 2010, le festival accueille cent vingt mille visiteurs dont vingt-cinq mille logent à « Dreamville », le camping. Tous les billets sont vendus deux mois auparavant, les billets sont en vente sur le site de Tomorrowland, alors généralement inaccessible le jour de vente des tickets pour cause de saturation des serveurs hébergeant le site web.
En 2011, le festival se déroule pour la première fois sur trois jours. Il accueille 180 000 visiteurs pour deux millions de demandes au total. Tous les billets s'écoulent en cinq jours, sauf les billets journaliers du vendredi. Cette édition, comme celle des deux années suivantes, est élue meilleur événement musical du monde (« Best Music Event ») lors des International Dance Music Awards 2012, décerné en marge de la Winter Music Conference,,, qui se tient à Miami, lieu de l'autre grand festival mondial, l'Ultra.
En 2012, le festival se déroule du 27 juillet au dimanche 29 juillet. Deux semaines avant le début des ventes, 40 % des billets sont réservés au public belge, les organisateurs craignant que les festivaliers belges ne se retrouvent en minorité. Les organisateurs ont également conclu un partenariat avec Brussels Airlines pour le transport des spectateurs étrangers. Les 180 000 billets mis en vente sont écoulés en l'espace d'une heure le jour même de leur mise sur le marché, le 7 avril. Les plus grandes vedettes de musique électronique sont présents-. Tomorrowland met en place cette année-là une chaine YouTube permettant d'assister en direct au Festival ainsi que ses coulisses : elle reçoit huit millions de spectateurs.
En 2013, le festival se déroule du 26 juillet au 28 juillet. Tout comme l'édition 2012, des billets sont réservés au public belge tandis que le reste demeure accessible à tout le monde. Cent vingt vols spéciaux à destination de Bruxelles sont mis en vente le 14 février. L’entièreté s'écoule à la même vitesse que l'année précédente pour les tickets belges et internationaux. Une radio, qui est diffusée dans trente pays, est mise en place par les organisateurs. Cette même année, les deux frères Beers rachètent toutes les parts que détient ID&T dans l'édition belge du festival ; l'accord prévoit qu'ID&T reste uniquement organisateur des éditions organisées hors Europe. Ils créent ainsi une autonomie pour cette édition européenne par rapport à SFX et aux deux festivals se déroulant alors sur le continent américain : ID&T était propriétaire de la moitié de Tomorrowland depuis 2004. « Pour Tomorrowland, il est extrêmement important de rester totalement indépendant […] C’est le travail de notre vie » précise Michiel Beers. Le duo Beers monte une entreprise appelée We Are One World pour chapeauter le festival dans leur pays.
En 2014 est organisé le festival « anniversaire » fêtant les dix ans de l'événement, intitulé « 10 Years of Madness ». Cet anniversaire prend donc en compte uniquement les soirées organisées depuis le rachat du nom par ID&T dans les années 2000 et non la première édition des frères Beers. De plus, pour la première fois, le festival se déroule en deux week-ends soit du vendredi 18 juillet au dimanche 20 juillet et du 25 juillet au 27 juillet. 360 000 entrées sont vendues en une heure. « Dreamville », nom du camping et la ville attenante, s'agrandit, passant à 45 hectares pour 35 000 places. Un nouveau pont fait également son apparition dans le domaine provincial « De Schorre ». Celui-ci est spécialement conçu pour le 10e anniversaire du festival et se voit constitué de planches en bois décorées par les fans de Tomorrowland. Seize scènes sont au programme et les concerts retransmis dans le monde entier par l'intermédiaire de MTV.
En avril 2014, une plainte de sept riverains réclamant au maximum trois heures de musiques par jour menace le festival, mais le tribunal d'Anvers juge cette requête « non fondée », et les risques de poursuites sont écartés. Ce festival, qui s'étend sur plusieurs hectares, représente environ 700 emplois directs et indirects, ainsi que 70 millions d'euros d'entrée d'argent pour la région en nuits d'hôtel, dépenses diverses, taxes, transports, etc.,. Le sérieux de l'organisation, la multiplicité des nationalités présentes au sein du public, l'éclectisme abordant de multiples variantes de la musique techno, ainsi que l'efficacité du marketing sont plus particulièrement soulignés,, mais également le prix élevé pour participer à ce festival.
En 2015, l'événement se déroule sur trois jours, du 24 juillet au 26 juillet. Pour 2015, les organisateurs instaurent un nouveau système de paiement dit « cashless » afin de supprimer au sein de l'enceinte du festival tout règlement en espèces ou carte bancaire. L'Orchestre national de Belgique est invité à jouer ; sa prestation se termine pour les festivaliers sous la pluie. Parmi les centaines de DJ présents, les têtes d'affiches mondiales sont là, telles que Martin Garrix, David Guetta, Avicii, Dimitri Vegas & Like Mike, Armin Van Buuren, ou encore Hardwell puis Tiestö qui clôturent la troisième journée.
Le festival se déroule sur trois jours pour l'été 2016. Les 98 000 places réservées aux citoyens belges sont épuisées en quarante minutes, et celles pour le reste du monde tiennent une heure. Le nombre de festivaliers est toujours de 180 000.
C'est vers cette période qu'ID&T (qui conserve le droit d'exploiter le nom hors Belgique) et SFX Entertainment se rapprochent selon le modèle de la joint-venture ; le rachat de l'entreprise événementielle néerlandaise est confirmé peu après par SFX.
Le festival se déroule fin juillet 2017, pour la seconde fois de son histoire après 2014, sur deux week-ends. Le nombre de places passe désormais à 200 000 visiteurs par week-end, arrivant donc à 400 000 personnes sur l'ensemble des deux week-ends. Malgré l'augmentation des capacités, tous les tickets sont vendus en 64 minutes.
L'édition 2018 de Tomorrowland attire 400 000 personnes pour la deuxième année consécutive des deux week-ends. Le festival a lieu du vendredi 20 au dimanche 22 juillet et du vendredi 27 au dimanche 29 juillet. Le thème de l'édition 2018 du festival est « L'histoire de Planaxis ». Tomorrowland 2018 a également vu des hommages à Avicii commémorant la mort du DJ suédois trois mois avant le festival,. Les chansons d'Avicii Levels et Wake Me Up sont deuxième et huitième respectivement des chansons les plus jouées lors de cette édition de Tomorrowland. L'année suivante, le festival fête ses quinze ans et se distingue en invitant Paris Hilton, Lil' Kleine ou encore un orchestre composé d'une soixantaine de musiciens et reprenant bon nombre de titres emblématiques d'electro.

### Festivals en ligne
En 2020, à la suite de la pandémie de Covid-19 dans le monde, la direction générale de Tomorrowland annonce le 15 avril, l'annulation de l'édition 2020 et son report à 2021. En juin, après environ deux mois de préparation, il est annoncé une édition virtuelle monétisée du festival, à partir d'une vingtaine d'euros, intitulée « Tomorrowland Around the World », qui a lieu les 25 et 26 juillet 2020,. C'est une prise de risque pour l'organisateur avec cet évènement en ligne regroupant 67 artistes, dont les performances sont enregistrées dans quatre studios répartis dans le monde, puis intégrés dans un environnement en 3D reconstituant huit scènes toutes différentes, dont certaines emblématique de Tomorrowland. Deux plateformes de rendu ont été utilisées pour l'occasion dont le moteur de jeu vidéo Unreal Engine. À l'issue de ce festival, la presse souligne la qualité technique de l'ensemble. Outre la musique, Tomorrowland propose, simultanément, diverses activités comme des concours, un quizz, une boutique, des interviews, ou même des recettes de cuisine. L'édition, accessible après l'achat d'un billet, est suivie par un million d'internautes,,, puis cumule six mois plus tard 90 millions de vues sur YouTube.
Pour le Nouvel An 2021, les organisateurs réitèrent le principe d'un festival virtuel, avec quatre scènes et 28 artistes. Cet évènement en ligne rassemble 950 000 spectateurs payants, répartis sur 151 pays. L'édition belge de l'été 2021 est à son tour annulée le 23 juin 2021, après que les bourgmestres des deux communes concernées se sont opposés à son organisation, en raison des conditions sanitaires. Les organisateurs envisageaient initialement une édition à la fin août ou au début septembre, sur deux week-ends, pour s'adapter au calendrier d'assouplissement des mesures locales. Tomorrowland décide d'organiser de nouveau un festival en ligne de deux jours, toujours sur l'île virtuelle de « Papilionem », avec une quarantaine d'artistes.

### Retour en Belgique
L'année 2022 marque le retour aux bénéfices après deux années annulées, avec un festival se déroulant sur trois week-ends, « histoire d’effacer, en partie, le manque à gagner provoqué par la pandémie ». Le festival fête ses 20 ans en 2024 lors de sa 18e édition, avec environ 400 000 personnes.
Étant le seul grand festival utilisant encore des gobelets jetables durant l'été 2024 et risquant jusqu'à deux millions d'euros de pénalité, celui-ci reçoit finalement une amende de 727 000 euros, décomposée en 27 200 euros d'amende prévue et du bénéfice de 700 000 euros lié aux économies effectuées en ne respectant pas la réglementation environnementale, selon le porte-parole du département de l'environnement.
À la veille de l'ouverture de l’édition 2025, un incendie d'envergure se déclare sur la scène principale mais sans causer de blessé. Dans la nuit du 17 au 18 juillet 2025, 200 techniciens installent une scène devant les vestiges la Mainstage « Orbyz ». Le festival ouvre comme prévu le 18 juillet,.

## À l'international

### TomorrowWorld
En février 2013, les organisateurs de Tomorrowland annoncent qu'un nouveau festival, TomorrowWorld, doit se dérouler entre le 27 septembre et le 29 septembre 2013 à Chattahoochee Hills, non loin d'Atlanta en Géorgie aux États-Unis. Disney, propriétaire du nom, a obligé le changement de dénomination, Tomorrowland étant une section de ses parcs d'attractions.
La programmation compte plus de trois cents DJ sur huit scènes, avec parmi les plus courus Tiësto, David Guetta, Armin van Buuren, Afrojack, Steve Aoki, Porter Robinson, Dimitri Vegas & Like Mike, Axwell Λ Ingrosso. TomorrowWorld propose aussi une programmation plus variée musicalement avec des artistes traps comme RL Grime ou bien UZ. Le succès est important avec 140 000 visiteurs selon les organisateurs, tous de plus de 21 ans, et permet à l'organisateur d'annoncer la tenue d'une deuxième édition américaine, sur le même site, les 26, 27 et 28 septembre 2014. Celle-ci rassemble 160 000 personnes et les retombées économiques sont importantes pour la région.
Si l'édition 2015 a bien lieu, elle se termine de façon catastrophique pour SFX, à cause d'une mauvaise météo et d'une organisation défaillante,,,,. Les importantes difficultés financières de la société mère SFX et sa mise sous protection du chapitre 11 laissent présager une annulation de TomorrowWorld pour 2016 selon plusieurs médias, bien que le chapitre 11 n'entame pas les capacités d'action de l'entreprise américaine. En mars 2016, l'organisation confirme finalement l'annulation de l'édition 2016 de TomorrowWorld.

### Tomorrowland Brésil
Durant le premier week-end de l'édition 2014 en Belgique, le DJ David Guetta annonce que dès l'année suivante, Tomorrowland s'exportera également au Brésil. L’installation de la scène a duré plus de cinq semaines et a coûté plus de 85 millions de dollars américains, sans compter l'achat de l'équipement externe[Quoi ?]. L'organisation est assurée par Plus Talent, une filiale brésilienne de SFX, en relation avec les organisateurs belges. Cette édition se tient à Itu dans la région de São Paulo du 1er au 3 mai 2016. 180 000 tickets sont écoulés en trois heures.
Le décor utilisé pour la scène principale (mainstage) est le même que celui de Tomorrowland Belgique quelques années auparavant. Mais en 2017, l'édition brésilienne est annulée. Finalement, le festival revient en octobre 2023 mais celui-ci marque de gros défauts d'organisation ainsi qu'une météo catastrophique. Les conditions climatiques poussent les organisateurs à annuler la deuxième journée.

### Tomorrowland Winter en France
En mars 2018, Tomorrowland annonce la première édition hivernale du festival, intitulée Tomorrowland Winter à l'Alpe d'Huez qui a lieu du 9 au 16 mars 2019. Plusieurs dizaines de milliers de personnes sont attendues pour cette première édition montagnarde. L'organisation belge a choisi ce village des Alpes à la suite d'un appel d'offres auprès des collectivités locales,. L'appel d'offres est signé pour cinq ans. Cette première édition réunit 26 000 personnes, la limite de capacité des hébergements de la station. Les scènes sont réparties sur le domaine et la plus haute se trouve à 3 300 mètres d'altitude.
La deuxième édition est prévue du 14 au 21 mars 2020, les pré-inscriptions ouvrant le 13 août 2019. L'édition est annulée le 5 mars 2020 par la préfecture de l'Isère en raison de la pandémie de Covid-19. L'édition 2021 est à son tour annulée le 6 octobre 2020 pour la même raison. L'organisation diffuse en live le 25 mars 2021 plusieurs sets d'artistes qui devaient être présents à l'édition 2020. Cet événement intitulé « Tomorrowland Winter Tribute » est enregistré depuis la station de l'Alpe d'Huez.
L'édition 2022 est prévue du 19 au 26 mars toujours à l'Alpe d'Huez, avec 22 000 festivaliers.
En novembre 2023, le conseil municipal de l'Alpe d'Huez autorise le maire de l'Alpe d'Huez, Jean-Yves Noyrey, à signer un contrat avec Tomorrowland prévoyant entre autres le renouvellement du festival pour cinq éditions supplémentaires (jusqu'en 2030), l'agrandissement de la scène principale pour accueillir 2 000 personnes de plus, et un possible déplacement de la patinoire et de la piscine,.

#### Oppositions
Dès la première édition, en 2019, des oppositions se lèvent contre l’arrivée du festival à l'Alpe d'Huez. France Nature Environnement accuse « la folie des grandeurs » d'un tel évènement tandis que des élus écologistes dénoncent son impact sur l’environnement. Du côté des acteurs de la culture, la participation financière de la région Auvergne-Rhône-Alpes à ce projet pour un montant de 400 000 € interroge et conduit à une tribune soutenue par plusieurs dizaines de signataires du monde culturel.
Lors de la deuxième édition, en 2022, les mouvements militants PEPS (Pour une Écologie Populaire et Sociale) et Extinction Rebellion appellent à manifester au Bourg-d'Oisans contre le festival lors de « La montée des Grelous »[source insuffisante].
Le 12 octobre 2023, des opposants au festival se réunissent et lancent le collectif Stop Tomorrowland Alpe d'Huez lors d'une réunion publique à Grenoble. Ses membres dénoncent « un festival au coût écologique désastreux, financièrement démesuré, réservé à un public à (très) fort pouvoir d'achat, ajoutant perturbations sonores et visuelles à une montagne déjà surfréquentée ».
Une dizaine de jours plus tard, Pierre Janot, conseiller régional écologiste Auvergne-Rhône-Alpes, exprime publiquement son opposition au festival et annonce avoir voté contre une délibération octroyant une subvention forfaitaire de 50 000 euros à la commune de l'Alpe-d'Huez, pour l'organisation du festival.

## Médiatisation
Sur YouTube, la renommée de Tomorrowland est telle que la chaine possède plus de dix millions d'abonnés et certaines vidéos, les « aftermovies », dépassent la centaine de millions de vues,. Le festival reste très présent médiatiquement, et pas seulement sur les réseaux sociaux où il génère un trafic important. Tomorrowland édite également un film, sorti en salles puis en DVD, ainsi qu'une série, People of Tomorrow, diffusée par VRT ainsi que Netflix.
Au-delà du festival, tout cela permet de développer une attractivité forte autour de la marque : « Un festival comme Tomorrowland a toujours basé son expérience sur un écosystème et pas que sur la musique. C'est avant tout une folie visuelle, une surenchère d'écrans, de décors, de feux d'artifice. Ils ont également développé une culture et une communauté autour ».

## Distinctions
Le festival Tomorrowland est récompensé par la profession pour sa grande popularité et ses dimensions exceptionnelles.
- 2011 : Meilleur événement mondial - International Dance Music Awards (IDMA), en marge de la Winter Music Conference
- 2012 : Meilleur événement mondial - IDMA
- 2012 : Meilleur grand festival européen - IDMA
- 2013 : Meilleur événement - IDMA[93]
- 2014 : Meilleur événement - IDMA[94]
- 2015 : Meilleur événement mondial - IDMA
- 2016 : Meilleur événement - IDMA
- 2019 : Meilleur festival - IDMA
- 2023 : Meilleur festival du Top 100 mondial - DJ Mag[95]
- 2024 : Meilleur festival du Top 100 mondial - DJ Mag[96]
- 2025 : Meilleur festival du Top 100 mondial - DJ Mag[97]

## Galerie

Scène principale de Tomorrowland sur différentes années
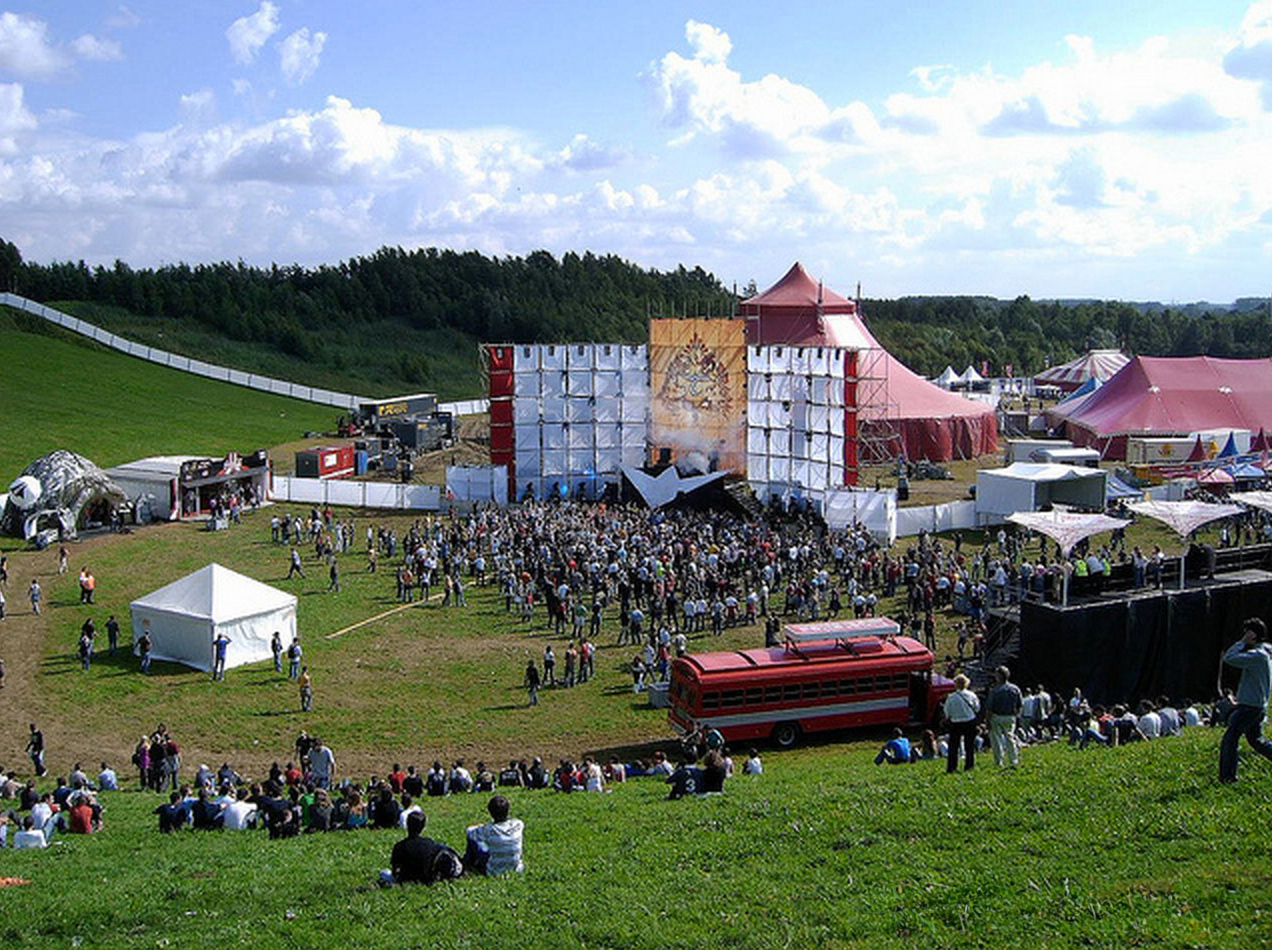
Édition  2005 : Première édition
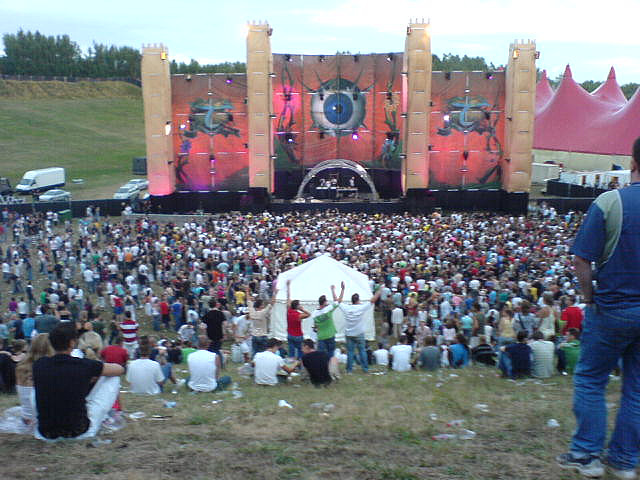
Édition 2006 : Deuxième édition
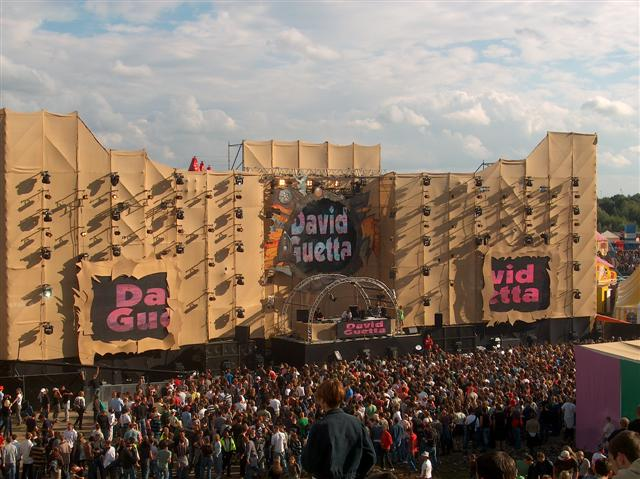
Édition 2007 : Troisième édition
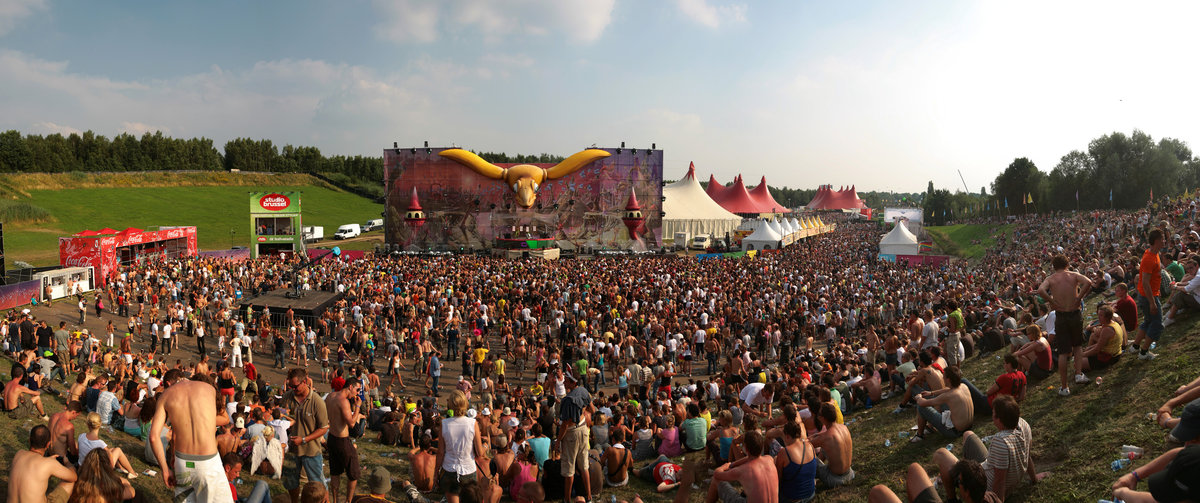
Edition 2008 : Quatrième édition
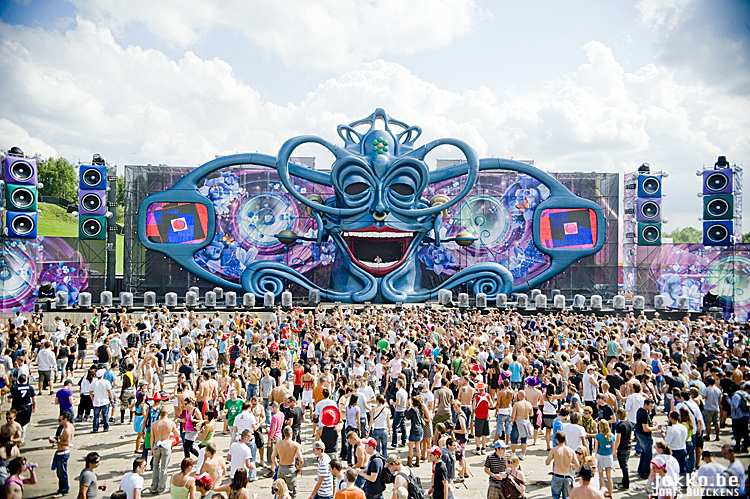
Édition 2009 : Cinquième édition
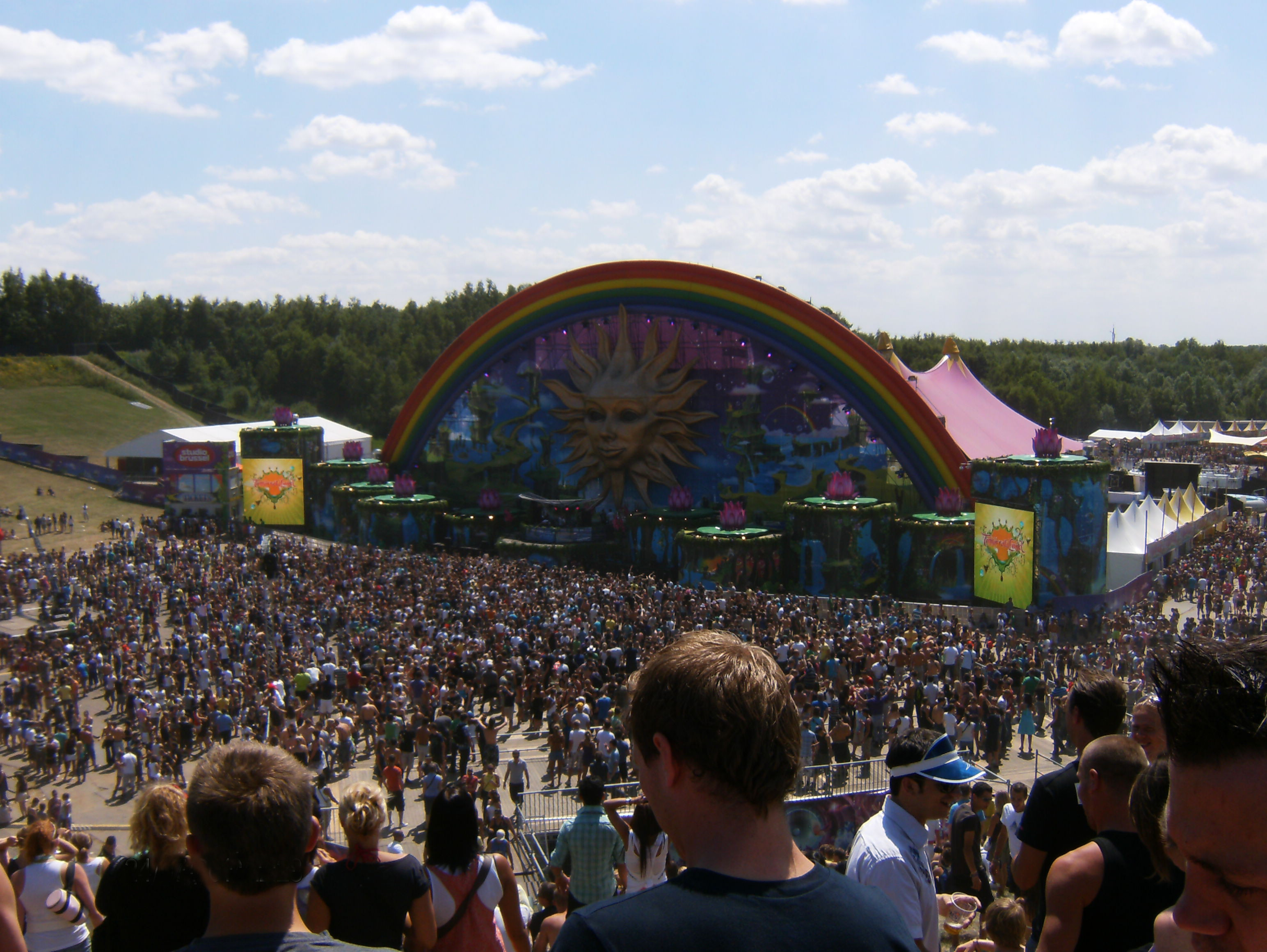
Édition 2010 : Sixième édition
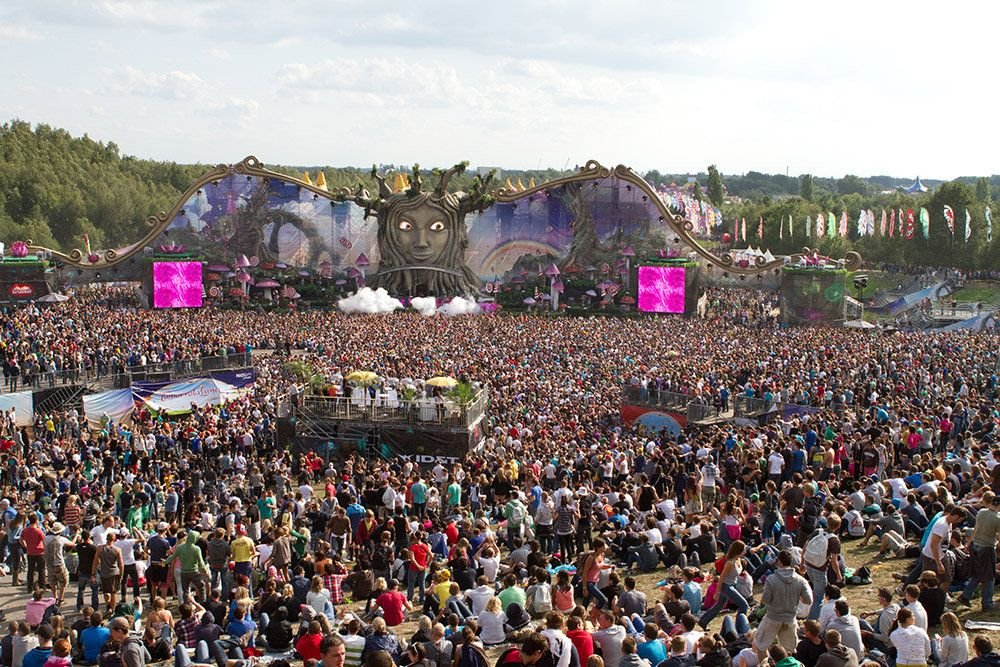
Édition 2011 : The Tree of Life
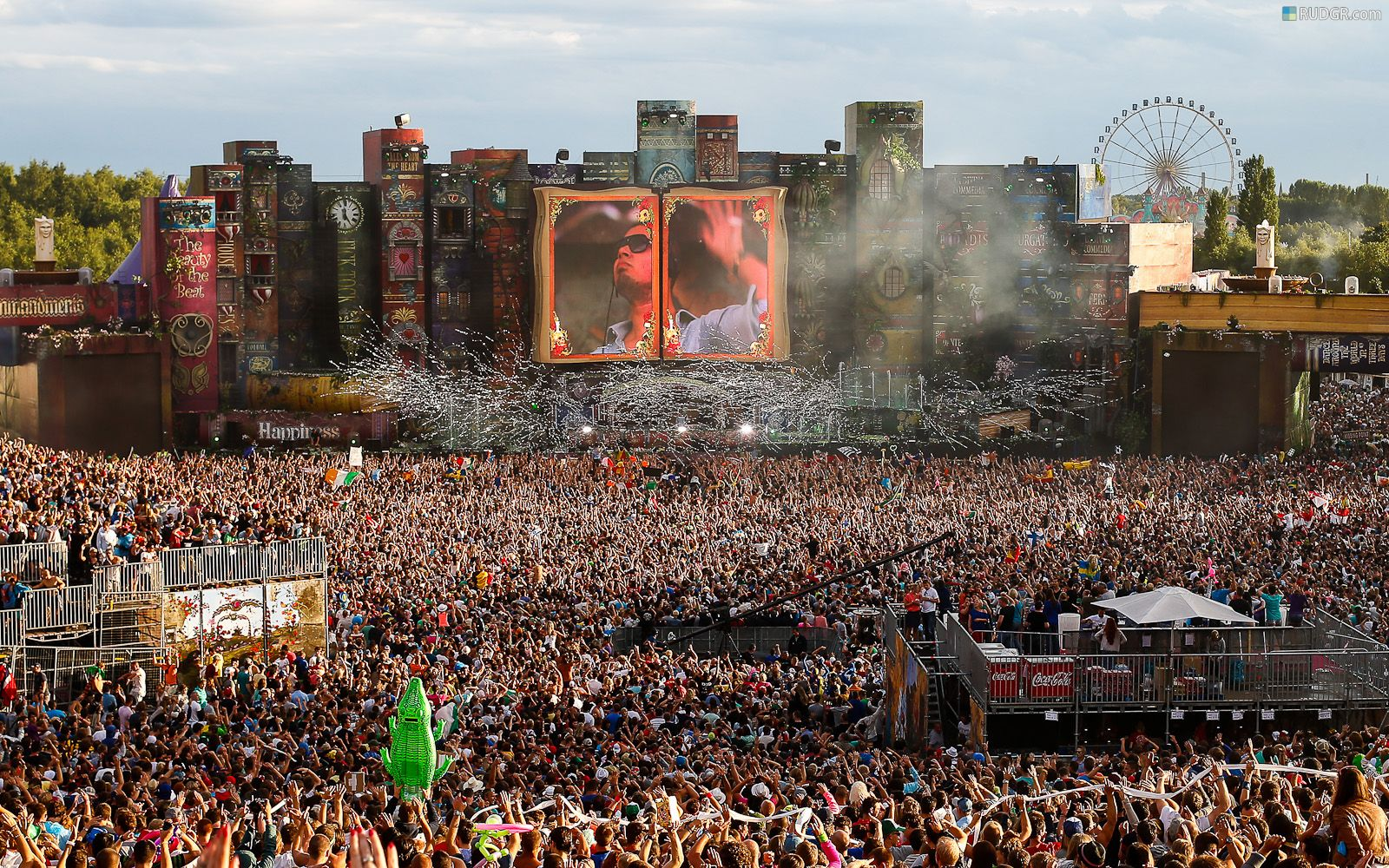
Édition 2012 : The Book of the Wisdom
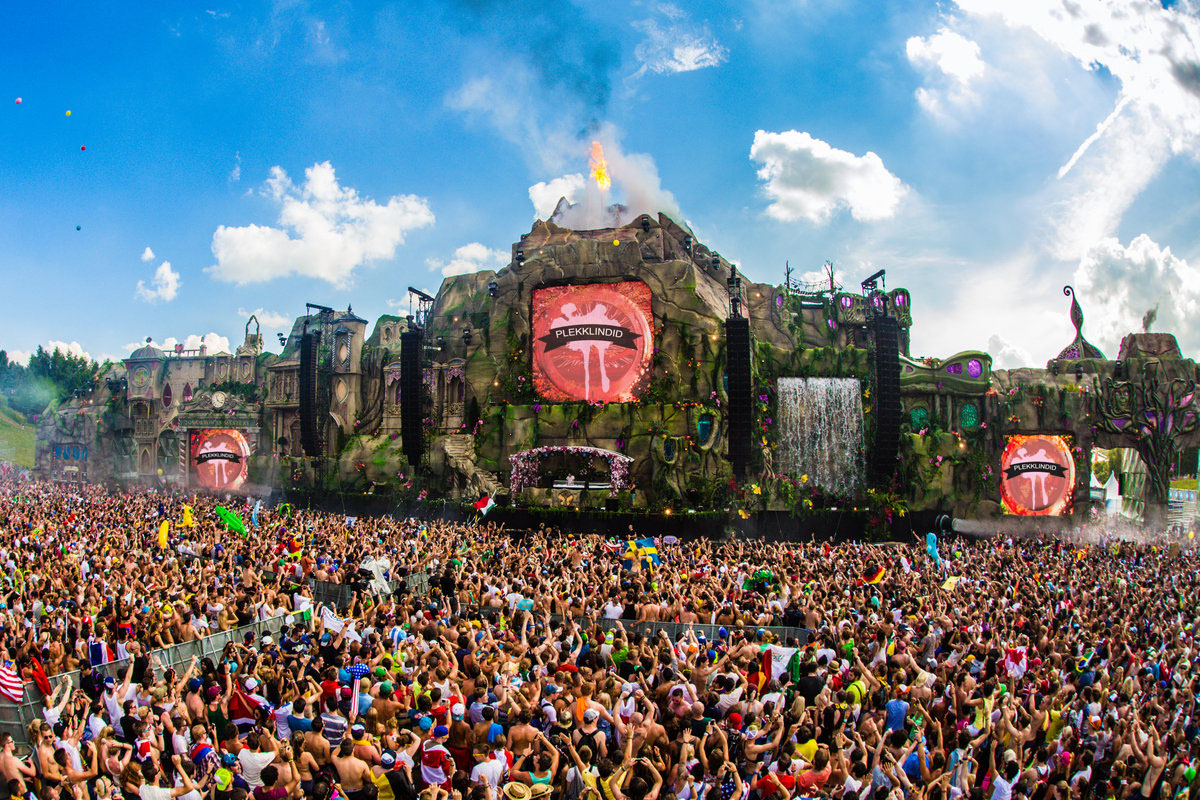
Édition 2013 : The Arising of Life
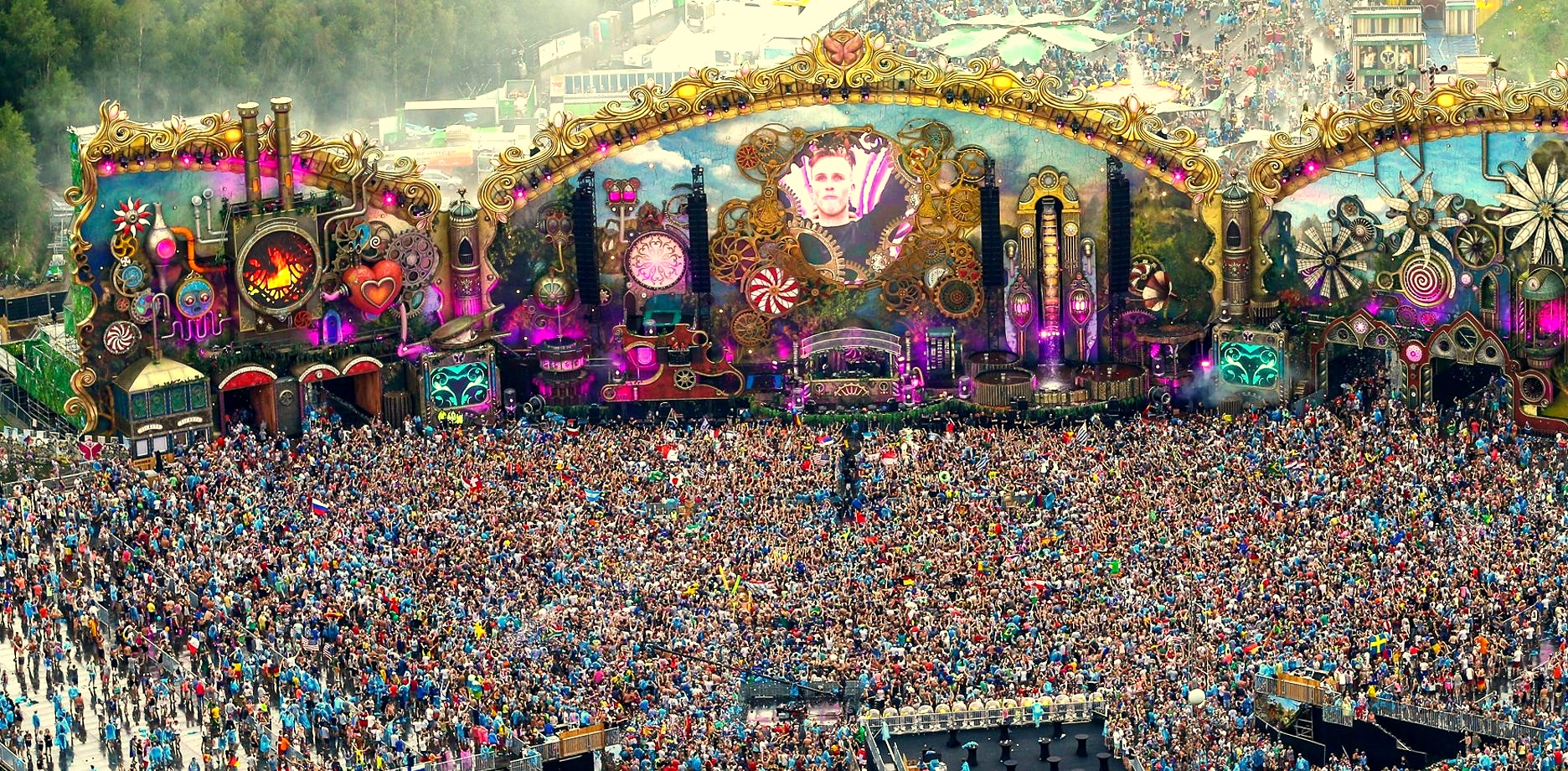
Édition 2014 : The Key to Happiness
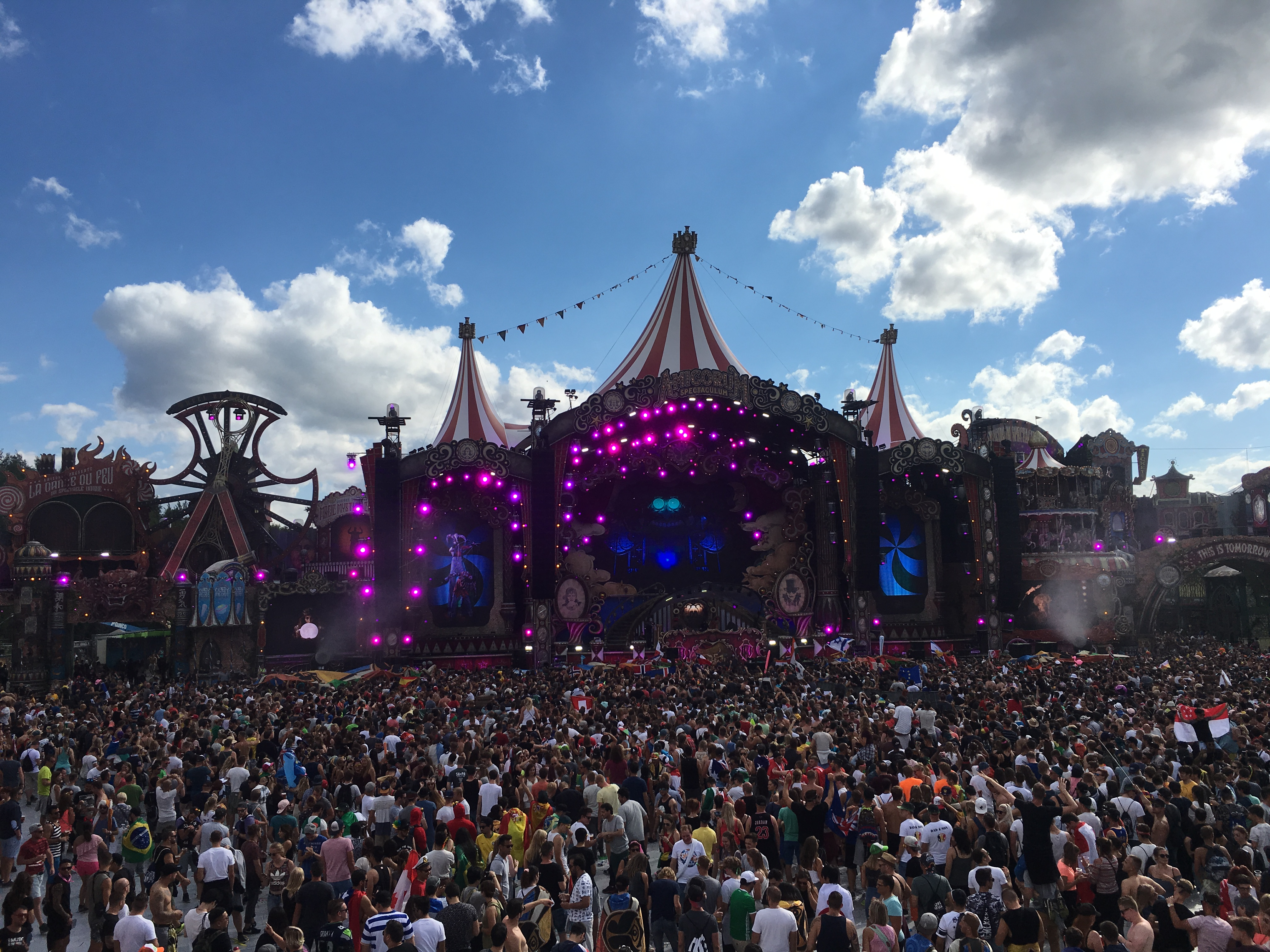
Édition 2017 : Amicorum Spectaculum
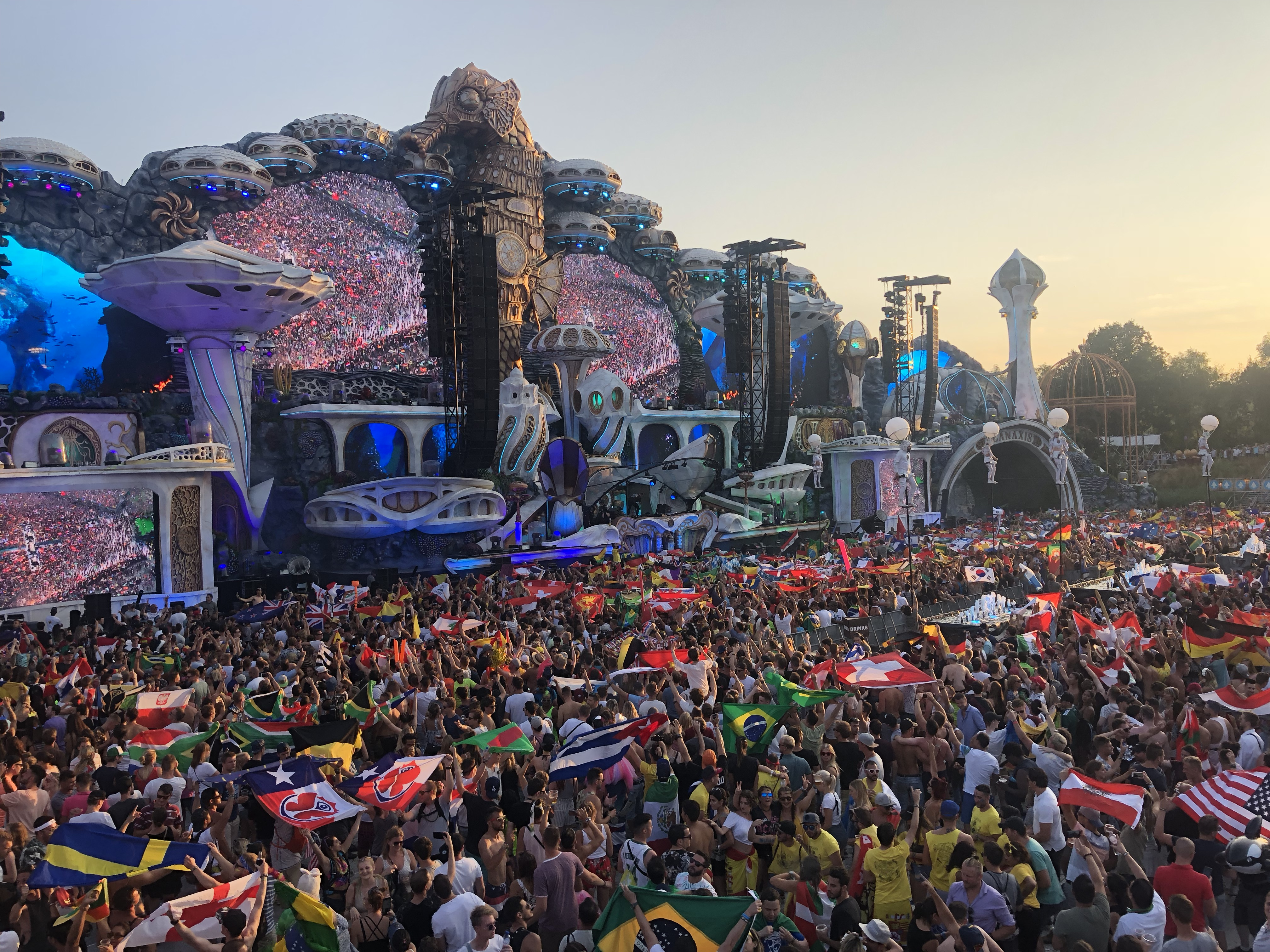
Édition 2018 : The Story of Planaxys.
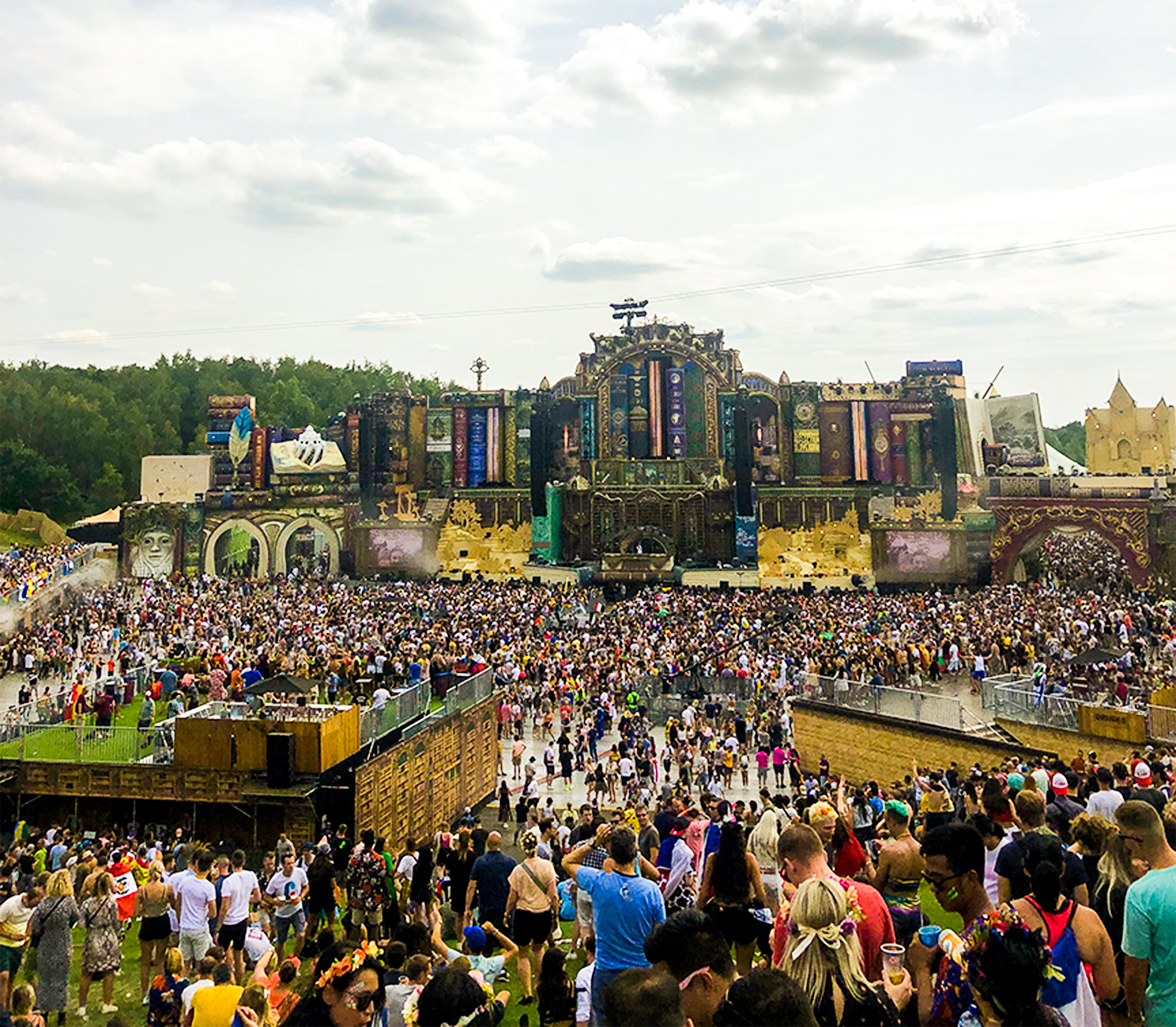
Édition 2019 : The Book of Wisdom - The Return.
Édition 2022 : The Reflection of Love
Édition 2023 : Adscendo
Édition 2024 : Life
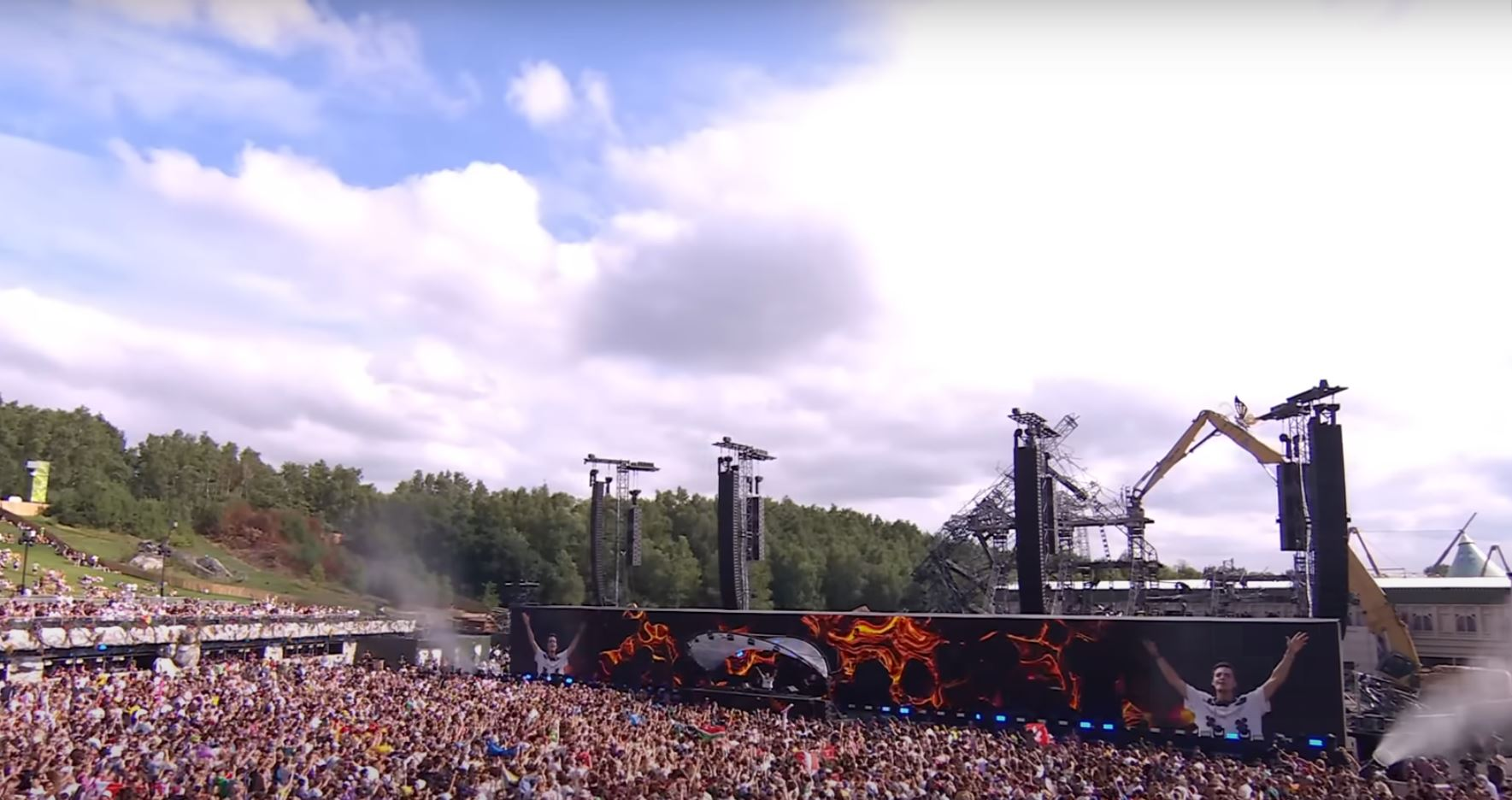
Édition 2025 : Orbyz